# Dracula : Résurrection
 (mars 2011).
Si vous disposez d'ouvrages ou d'articles de référence ou si vous connaissez des sites web de qualité traitant du thème abordé ici, merci de compléter l'article en donnant les références utiles à sa vérifiabilité et en les liant à la section « Notes et références ».
Dracula : Résurrection est un jeu d'aventure développé par Index+ et édité par DreamCatcher Interactive pour PC et Mac en 1999. En 2001, le jeu est remasterisé pour Playstation. En 2011, il est réadapté sous la forme d’une trilogie à destination des supports iOS par Tetraedge Games et Microïds. Dans Dracula : Résurrection, le joueur contrôle Jonathan Harker, parti à la recherche de Mina en Transylvanie, sur les traces du comte Dracula. Le jeu se présente sous la forme d'un point and click en vue à la première personne, et est classé Tous publics  (+12 lors de la sortie du collector Dracula 1 & 2).

## Personnages
- Jonathan Harker, un clerc de notaire londonien qui a vaincu Dracula 7 ans auparavant partant au secours de sa femme en Transylvanie ;
- Mina Harker, la femme de Jonathan, Dracula avait voulu en faire son épouse et avait tenté de la vampiriser, depuis la mort du Comte elle semblait libérée de son maléfice jusqu'à être mystérieusement attirée de nouveau vers sa demeure ;
- Dracula, vampire et ancien prince sanguinaire de Transylvanie épris de Mina, il avait été vaincu par Jonathan et ses amis 7 ans plus tôt ;
- Barina, tenancière de l'auberge "La Couronne Dorée" dans laquelle se rend Jonathan, elle est très superstitieuse et son défunt mari semble avoir été une victime du Comte ;
- Micha, vieil homme présent dans l'auberge de Barina qui connaît bien la région ;
- Dorko, sorcière proche du père de Dracula, elle souhaitait privilégier Radu, le frère de Dracula, ainsi à la mort de leur père, Dracula lui infligea une malédiction et la condamna à croupir dans les geôles de son château pour l'éternité ;
- Les Striges, se sont trois femmes vampires, elles sont également les compagnes de Dracula et ses plus fidèles alliées.
- Viorel, Iorga et Goran, ce sont des Bohémiens serviteurs de Dracula.

## Synopsis

### Introduction
Le  jeu reprend là où le roman s'arrête, mettant en scène la mort de Dracula au col de Borgo (quoique seuls Jonathan Harker, Mina Harker et Quincey Morris soient présents pour lutter contre les Bohémiens et le Comte). Sept ans plus tard, en 1904, alors que l'affaire semble définitivement terminée, Mina, ressentant une étrange impression ("... comme si Dracula était revenu et qu'il me voulait de nouveau..."), part seule pour la Transylvanie, ne laissant derrière elle qu'une lettre évasive, demandant à Jonathan de ne pas la suivre ("ta présence ici ne ferait que compliquer les choses").
Jonathan, pressentant le danger qui la guette, embarque à son tour pour un long voyage jusqu'au cœur de la Transylvanie, espérant retrouver sa bien-aimée avant qu'il ne soit trop tard...

### Retour en Transylvanie
Jonathan se rend au milieu de la nuit dans une auberge proche du château de Dracula, en entrant il est bousculé et menacé du regard par deux hommes qui quittent l'établissement, Barina, l'aubergiste s'excuse pour cela et donne une chambre à son hôte. Malgré l'accueil chaleureux de Barina, Jonathan est pressé par la situation et doit retrouver Mina de toute urgence, il demande donc à l'aubergiste puis à Micha, un vieil homme attablé là, comment se rendre au château, tous lui déconseillent fortement de se rendre là-bas, mais tentent de l'aiguiller dans sa quête.
Jonathan fouille les environs pour trouver un chemin mais la seule voie pour s'y rendre, un pont, est gardée par Iorga, un des sbires de Dracula. En fouillant le cimetière, il aperçoit d'étranges lueurs blanches devant un monument à la gloire de Saint Georges. En brisant la dalle à l'aide d'une pioche, il découvre l'Anneau du Dragon, un objet appartenant autrefois à Dracula.
En se rendant près de l'étang Jonathan découvre également une étrange cabane gardée par Goran, un autre serviteur de Dracula qu'il parvient à assommer. Après lui avoir volé ses effets personnels, Jonathan réussit ensuite à neutraliser Iorga, libérant l'accès au pont. Alors que Jonathan tente de traverser le pont, ce dernier s'écroule. 
Jonathan semble ne plus avoir d'accès au château mais Micha lui confie que la cabane pourrait être l'accès secret au château. Viorel, le dernier sbire de Dracula surveille les alentours de l'auberge, empêchant Jonathan de se rendre à la cabane. Aidé par Barina, Jonathan découvre un passage secret dans la cave de l'auberge qui lui permet de contourner Viorel et de se rendre à la cabane.
La cabane abrite un ascenseur que Jonathan utilise. Viorel coupe la corde, mais malgré la chute, Jonathan survit. Il se retrouve dans des mines et emprunte successivement un wagon puis une nacelle pour enfin arriver au château.

### Le château
Jonathan arrive alors que le soleil s'est levé ce qui n'est pas pour lui déplaire. Dracula, s'attendant à sa venue, a caché Mina dans les tréfonds du château et a scellé le bâtiment avec de la magie. Dracula est absent du château car il est en route pour Londres.
En se rendant dans les cachots, Jonathan rencontre et libère involontairement une sorcière prénommée Dorko qui lui propose de s'entraider mutuellement, en effet elle a été trahie puis emprisonnée par le comte depuis presque 500 ans. Elle l'aide tout d'abord en lui permettant de pénétrer dans le château.
Après avoir résolu de nombreuses énigmes et évité les compagnes de Dracula, Jonathan aide Dorko à retrouver progressivement ses pouvoirs, en échange, elle le mène jusqu'aux combles du bâtiment, où Mina est retenue.
Alors que Jonathan retrouve sa femme, Dorko décide de les enfermer pour le livrer à Dracula et se racheter auprès de lui. Pris au piège, Jonathan remarque la présence d'un ornithoptère. Les stryges de Dracula tentent d'empêcher leurs fuites, mais Jonathan et Mina, qui est inconsciente, parviennent à s'échapper du château en volant. La lumière du jour leur permet ainsi de fuir sans crainte.

## Système de jeu
Le jeu se joue en vue à la première personne dans un environnement pré-rendu. L'interface point and click permet au joueur de se déplacer d'une zone à l'autre par saut d'écran avec le curseur central ou bien d'interagir avec des objets ou des personnages.
Chaque zone est totalement statique et formée par une image à 360°.
Le joueur à la possibilité au fil du jeu de poser des questions aux protagonistes présents dans l'auberge pour obtenir des informations parfois essentielles pour sa quête.
Le joueur dispose d'un inventaire qui permet de sélectionner ou de combiner des objets récupérés au cours de la partie.
Bien que la trame du jeu se déroule dans un environnement hostile et dangereux, il n'est pas possible de perdre ou de mourir.
Au fil de sa quête Jonathan va devoir résoudre des énigmes ou se servir des objets trouvés pour avancer.
Chaque interaction avec un personnage et parfois des objets est animée par une cinématique.

## Easter egg
- Dans le cimetière on peut trouver la tombe de Quincey Morris.

## Doublage

### Voix françaises
- Cyrille Artaux : Jonathan Harker
- Joël Zaffarano : Dracula
- Françoise Blanchard : Mina Harker, Dorko
- Marie-Christine Darah : Barina, Zalina
- Lorenzo Pancino : Micha, Viorel, Iorga, Goran

## Accueil
- Adventure Gamers : 3,5/5[1]
- GameSpot : 6/10[2]
- IGN : 8/10[3]
- PC Gamer US : 79 %[4]